# Gemeinsam Leben Lernen
Der Verein Gemeinsam Leben Lernen (GLL) e. V. ist ein im Jahr 1980 gegründeter gemeinnütziger Verein mit Sitz in München. Der Verein betreibt mehrere integrative Wohngemeinschaften in München und Umgebung und unterstützt die gleichberechtigte Teilnahme von Menschen mit und ohne Behinderung am Leben in der Gesellschaft.
Die erste Wohngemeinschaft des Vereins in München-Neuhausen, in die im September 1989 neun Personen einzogen, war bundesweit das erste Projekt, in welchem Menschen mit geistiger Behinderung und Studierende sich zusammengefunden hatten, um gemeinsam in einer Wohngemeinschaft zu wohnen.

## Grundziele
Der Verein setzt sich im Rahmen des Evangelisch-Lutherischen Dekanatsbezirks München für ein Menschenleben in Vielfalt und in Verschiedenheit ein. Er ist hierbei an der biblischen Aussage des Menschen als Ebenbild Gottes orientiert, als christliches Fundament der Arbeit des Vereins. Inklusion wird dabei gemeinsam gelebt und das Zusammenleben als ein gemeinsamer Lernprozess aufgefasst.
Die vom Verein umgesetzte gemeinsame Wohnform ermöglicht die Integration von Menschen mit Behinderung auf partnerschaftlicher Basis und „auf Augenhöhe“.

## Tätigkeiten und Angebote

### Wohngemeinschaften
Am Beispiel der WG in Neuhausen liegt dem Modell folgendes Konzept zugrunde: In einer Wohngemeinschaft wohnen fünf Menschen mit Behinderung und vier Studenten, und die Wohngemeinschaft wird von einer externen sozialpädagogischen Fachkraft sowie durch einen Teilnehmer eines Freiwilligendienstes (Freiwilliges Soziales Jahr, Bundesfreiwilligendienst) unterstützt. Dieses Konzept würde man heute unter den Begriff „Hilfe-Mix“ fassen. Seit einigen Jahren ist ein Reinigungsdienst angeheuert, der die Gemeinschaftsräume putzt. Die vier nichtbehinderten Mitbewohner wohnen mietfrei, bringen sich in die WG ein und leisten an einem Wochentag ab nachmittags bis zum nächsten Morgen Dienst, sowie ein Wochenende im Monat einschließlich Freitagnachmittag; tagsüber sind behinderte Bewohner in Werkstätten tätig oder besuchen eine Tagesförderstätte. Viel Kommunikation, Hilfe bei alltäglichen Handlungen sowie gemeinsame Aktivitäten und Urlaube gehören zum WG-Leben dazu.
Die Wohngemeinschaft finanziert sich unter anderem aus der Eingliederungshilfe. Hierzu wurde mit dem Bezirk Oberbayern als Träger der Eingliederungshilfe eine Leistungsvereinbarung für integrative ambulant betreute Wohngemeinschaften getroffen.
Nach der Eröffnung der ersten Wohngemeinschaft des Vereins in München-Neuhausen im September 1989 in einer Villa, die ein kinderloses Ehepaar der Stadt vermacht hatte, wurden in den Jahren 1996, 2005, 2006, 2010, 2014 und 2015 weitere WGs eröffnet. Der Verein führt zwei Wohngemeinschaften des Typs 24/7: eine in Riem, eine am Domagkpark. Er führt sechs weitere Wohngemeinschaften: im Bezirk Am Hart, in Gräfelfing, in Gröbenzell, in Großhadern, in Neuhausen und in Perlach. Außerdem führt er zwei individuelle Wohnungen am Domagkpark und in Gräfelfing (Stand: 2020). Die WG in der Villa in Neuhausen besteht weiterhin.
Zwar werden derartige Ansätze inzwischen meistens inklusives Wohnen genannt, aber der Verein bleibt ausdrücklich bei der ursprünglichen Bezeichnung „integrative Wohngemeinschaft“. Angesichts der starken Nachfrage nach dieser Wohnform sprach GLL-Geschäftsführer Rudi Sack 2019 von „Wartelisten, die wir in 100 Jahren nicht bewältigen können.“
Fast alle Wohngemeinschaften des Vereins sind barrierefrei gestaltet und für Rollstuhlfahrer zugänglich.
Es gab auch Vorbehalte gegenüber der neuen Wohnform. Beispielsweise bezweifelte das Sozialamt, dass die nicht behinderten Studenten nachts aufstehen, um ihren Mitbewohnern bei Bedarf zu helfen, und generell ihren Aufgaben auf die richtige Weise nachkommen, weil dem Träger im Vergleich zu herkömmlichen Einrichtungen für Menschen mit Behinderungen ein dienstrechtliches Durchgriffsrecht auf die Mitbewohner fehle. Der GLL-Geschäftsführer berichtet demgegenüber, dass sich das Misstrauen inzwischen in Vertrauen gewandelt habe und dass sich Probleme erfahrungsgemäß im Dialog lösen ließen.

### Haus- und Hofgemeinschaft
Im Jahr 2021 startete der Verein die Haus- und Hofgemeinschaft München Ludwigsfeld. In einem Mehrfamilienhaus wohnen insgesamt knapp 20 Menschen, davon sechs mit Behinderung, in elf Wohnungen; hinzu kommen ein Gemeinschaftsbereich und ein Gästewohnung. Die Bewohner leben dort als Singles, Paare oder Familien; auch hier sind Bewohner ohne Behinderung in die Assistenz ihrer Mitbewohner mit Behinderung eingebunden und erhalten im Gegenzug eine Mietminderung; hinzu kommt Unterstützung durch eine sozialpädagogische Fachkraft und eine Person im Freiwilligendienst (FSJ / BFD). Die Haus- und Hofgemeinschaft entstand als Pilotprojekt im Rahmen des Modells „Ambulantisierung und Wohnraum“ des Bezirks Oberbayern in Anlehnung an Wohnungsbau-Genossenschaften und Mehrgenerationen-Projekte. Auf dem Gelände befinden sich außerdem weitere, an Familien vermietete Gebäude sowie eine Pferdekoppel mit Reittherapie, eine Inobhutnahmestelle und ein Wohnheim für Kinder und Jugendliche.

### Ambulanter Dienst
Der ambulante Dienst des Vereins Gemeinsam Leben Lernen bietet einen Schulbegleiterdienst an. Zum Angebot zählen außerdem offene Behindertenarbeit und Beratung, Einzelne Teilhabeleistungen, Pflegeleistungen und Projektarbeit. Unter anderem werden andere Organisationen dabei unterstützt, ähnliche oder abgewandelte Modelle umzusetzen.

## Grenzen des Modells
Aus der Erfahrung heraus geht der Verein „mit schlechtem Gewissen“ inzwischen davon aus, dass die Wohnform einer integrativen WG an ihre Grenzen stößt, wenn Menschen eine geistige Behinderung in Kombination mit erheblich herausforderndem Verhalten oder einer zusätzlichen psychischen Erkrankung aufweisen, denn Mitarbeiter haben keine Möglichkeit, sich nach „Beendigung der Dienstzeit“ abzugrenzen, weil sie dort wohnen.
Um den familiären Charakter des Vereins beizubehalten und eine zu große Institutionalisierung zu vermeiden, begrüßt es der Verein, wenn andere Organisationen das Modell zwar aufgreifen, es aber in eigener Verantwortung umsetzen.

## Geschichte
Der Verein entstand laut eigenen Angaben zunächst als ein Zusammenschluss von Eltern junger Menschen mit geistiger und mehrfacher Behinderung, die gemeinsam an Freizeitaktivitäten der Offenen Behindertenarbeit (OBA) der Evangelischen Jugend München teilgenommen hatten. Ursprünglich war der Verein als Förderverein zur Unterstützung der Freizeitangebote im Rahmen der Offenen Behindertenarbeit konzipiert.
Etwa 1983 kam die Idee einer inklusiven Wohngemeinschaft von der Gruppe junger Menschen, die in der OBA der Evangelischen Jugend gemeinsam ehrenamtlich tätig waren und am Beginn ihres Studiums standen. Ihr Leitbild für die neue Wohnform war das Konzept einer Studenten-WG.

## Vernetzung
Der GLL ist Mitglied in der LAG Bayern Gemeinsam Leben – Gemeinsam Lernen e.V.
Inzwischen gibt es mehrere Träger integrativer bzw. inklusiver Wohngemeinschaften für Menschen mit und ohne Behinderungen. Nach Schätzungen von Experten bestehen in der Bundesrepublik derzeit etwa 50 inklusive Wohngemeinschaften. Der GLL ist eines der Gründungsmitglieder des bundesweiten Vereins Wohn:Sinn – Bündnis für inklusives Wohnen.

## Medienecho
Über den Verein wurde mehrfach in Printmedien und Fernsehen bzw. Videomedien berichtet. Vertreter des Vereins werden als Experten auch überregional zum Thema integrative bzw. inklusive Wohnformen zu Rate gezogen.

## Auszeichnungen
Folgende Auszeichnungen wurden in direktem oder indirektem Zusammenhang mit dem GLL vergeben:
- 2012: Inklusionspreis des Bezirks Oberbayern für das inklusive Wohnprojekt im Domagkpark.[31]
- 2019: Die Vorsitzende Konstanze Riedmüller erhielt die Bayerische Verfassungsmedaille in Silber für ihr „herausragendes Engagement für Inklusion und Teilhabe von Menschen mit Behinderung“.[32] Die Juristin war 14 Jahre lang im Vorstand des Münchner Eltern- und Trägervereins „Helfende Hände“, ist seit 2005 im Vorstand des Landesverbandes für körper- und mehrfachbehinderte Menschen und seit 2012 dessen Vorsitzende.[33] Sie war mehrere Jahre stellvertretende Vorsitzende des GLL und ist seit 2018 dessen erste Vorsitzende.[34][35]